# Ulea
Ulea és una vila i municipi de la Comunitat Murciana, situat en la comarca de la Val de Ricote, amb una població de 989 habitants en una superfície de 39,9 km² i una densitat de població de 24,78 hab/km².